# Vũ Tuấn
Vũ Tuấn (1825-?) là nhà nho đã đỗ đồng tiến sĩ xuất thân năm Kỷ Mão 1879. Quê ông ở xã Hữu Can Lộc, tổng Nội Ngoại, huyện Can Lộc, phủ Đức Thọ, tỉnh Hà Tĩnh (nay thuộc xã Thiên Lộc, huyện Can Lộc, tỉnh Hà Tĩnh). Tuy chỉ là tú tài nhưng Vũ Tuấn lại được chọn vào học trường Quốc tử giám (Huế). Ông từng làm quan Tri phủ Thuận Thành